# Salvatore Aronica
Salvatore Aronica (* 20. Januar 1978 in Palermo) ist ein ehemaliger italienischer Fußballspieler.

## Karriere
Er lernte das Fußballspielen in der Jugend von SSD Città di Bagheria. 1996 wurde er von Juventus Turin gekauft, wo er in der Saison 1997/98 ein Ligaspiel bestritt und mit Juve den Scudetto gewann. Im Juli 1998 wechselte er leihweise zu Reggina Calcio, allerdings ohne ein einziges Pflichtspiel zu bestreiten. Drei Monate später wurde er für den Rest der Saison zum FC Crotone in der Serie C1 verliehen. Im Sommer 1999 kaufte ihn Crotone fix von Juventus Turin. Bei Crotone absolvierte Aronica insgesamt 107 Ligaspiele und erzielte sein einziges Tor als Profi. Im Sommer 2002 wurde er zu Ascoli Calcio verliehen. Ein Jahr später wurde er von Messina Calcio verpflichtet, mit denen er drei Saisons in der Serie A spielte. Im Jahr 2006 kehrte er zurück nach Reggina Calcio und leistete einen wesentlichen Beitrag zum Ligaerhalt in der Serie A.
Ende August 2008 nahm ihn der SSC Neapel unter Vertrag. Er debütierte für die Süditaliener am 14. September 2008 in der Partie gegen den AC Florenz.
In der Winterpause der Saison 2012/13 wechselte Aronica innerhalb der Liga zum US Palermo. Er unterschrieb einen Vertrag bis zum 30. Juni 2015.

## Erfolge
- Italienischer Meister: 1997/98
- Italienischer Pokalsieger: 2011/12